# Jürgen Moltmann
 Der er for få eller ingen kildehenvisninger i denne artikel, hvilket er et problem. Du kan hjælpe ved at angive troværdige kilder til de påstande, som fremføres i artiklen.

Jürgen Moltmann (født 8. april 1926 i Hamburg, død 3. juni 2024 i Tübingen) var en tysk reformert teolog. Moltmann var soldat under anden verdenskrig og efterfølgende krigsfange i Belgien, Skotland og England, hvor han var plaget af skyldfølelse og skam over Holocaust. Oprindeligt havde han studeret matematik, men læste under sit fangeskab Reinhold Niebuhrs Nature and Destiny of Man, det første teologiske værk han nogensinde læste, hvilket blev et vendepunkt i hans liv.
Efter krigen skiftede Moltmann spor og begyndte at studere teologi ved Universitet i Göttingen. Siden blev Moltmann en af efterkrigstidens mest betydningsfulde tyske teologer. I 1965 udgav Moltmann sit teologiske hovedværk Håbets teologi.
Motlmann besøgte Århus Universitet d. 29. marts 2012, hvor han forelæste i en alder af 85 år. 